# Fatowce
Fatowce (ukr. Фатовець) – wieś na Ukrainie, w  obwodzie iwanofrankiwskim, w rejonie kołomyjskim.
W II Rzeczypospolitej miejscowość w powiecie kołomyjskim województwa stanisławowskiego. W 1944 nacjonaliści ukraińscy z OUN-UPA zamordowali tutaj 15 Polaków.